# Ґаловани
Ґаловани (словац. Galovany) — село, громада округу Ліптовський Мікулаш, Жилінський край, регіон Ліптов. Кадастрова площа громади — 12,92 км².
Населення 303 особи (станом на 31 грудня 2018 року).

## Історія
Ґаловани згадуються 1600 року.

## Населення
| Рік:            | 1994. | 2004.    | 2014.   | 2024.    |
| --------------- | ----- | -------- | ------- | -------- |
| Кількість осіб: | 231   | 281      | 278     | 315      |
| Різниця:        |       | +21,64 % | -1,06 % | +13,30 % |

| Рік:            | 2023. | 2024.   |
| --------------- | ----- | ------- |
| Кількість осіб: | 320   | 315     |
| Різниця:        |       | -1,56 % |